# 吉田伊知郎
吉田 伊知郎（よしだ いちろう、1978年 - ）は、日本の映画評論家、映画ライター。
兵庫県出身。大阪芸術大学映像学科卒。別名義はモルモット吉田。

## 略歴
- 2004年より映画ブログ『映画をめぐる怠惰な日常』を開始[2]。
- 2007年よりパンフレットやミニコミ誌などに寄稿し、その後、商業誌へ参加。
- 著書『映画評論・入門！観る、読む、書く』（洋泉社）はキネマ旬報社が主催する映画本大賞2017の第11位に選出された[3]。
- 町山智浩・著『〈映画の見方〉がわかる本 ブレードランナーの未来世紀』（新潮文庫、2017年）の巻末解説を執筆する際、町山から「そろそろモルモット以外の名前も使えば?」と助言され＜吉田伊知郎＞の筆名を使用[4]。
- 菊地成孔は吉田との対談の際「秘宝のニュースクーラー」と吉田を評している[5]。
- 映画専門誌『キネマ旬報』『映画芸術』『映画秘宝』の年間ベスト・テン選考メンバー、毎日映画コンクール審査員を務める。

## 著書

### 単著
- 『映画評論・入門！観る、読む、書く』（洋泉社、2017年）ISBN 978-4800312488
- 『映画監督 大島渚の戦い 「戦場のメリークリスマス」への軌跡』（ディスカヴァー・トゥエンティワン、2022年）ASIN B09ZPC9WJZ

### 共著
- 『映画「東京オリンピック」1964』（復刊ドットコム、2020年）共著：森遊机 ISBN 978-4835457178
- 『映画監督、北野武。』（フィルムアート社、2017年）共著：北野武ほか  ISBN 978-4845917006
- 『「シン・ゴジラ」をどう観るか』（河出書房新社、2016年）共著：宮台真司ほか ISBN 978-4309277738
- 『園子温映画全研究1985-2012』（洋泉社、2012年）共著：松江哲明 ISBN 978-4800300393

### 連載
- シナリオ評（月刊シナリオ、2013年10月号～2019年12月号）
- キネ旬Review（キネマ旬報、2012年6月下旬号～2019年8月下旬号、2023年8月号〜）
- 映画本読み買い日記（映画秘宝セレクションブックレット、vol.1～）
- 黒沢清、10人の映画監督を語る（アプリぴあ、2018年8月、全10回）
- PFF 疾風怒濤の40年！（アプリぴあ、2018年8月〜9月）
- 塚本晋也、映画作りは、冒険！（アプリぴあ、2018年11月〜12月、全10回）
- 中島貞夫、ちゃんばらの美学（アプリぴあ、2019年4月〜5月、全10回）
- 水先案内人（アプリぴあ、2018年8月～）
- 気まぐれ映画館（中央公論 、2023年1月号～）

## その他

### 主な執筆参加
- 『市川崑大全』（洋泉社、2008年）
- 『金田一耕助映像読本』（洋泉社、2013年）
- 『パシフィック・リム』（角川文庫、2013年）巻末解説
- 『完全版アナーキー日本映画史1959－2016）』（洋泉社、2016年）
- 『皆殺し映画通信 冥府魔道』柳下毅一郎・著（カンゼン、2016年）巻末対談
- 『〈映画の見方〉がわかる本 ブレードランナーの未来世紀』町山智浩・著（新潮文庫、2017年）巻末解説
- 『KAWADE夢ムック 文藝別冊 総特集 大林宣彦』（河出書房新社、2017年）
- 『三船敏郎全映画』（洋泉社、2018年）
- 『別冊映画秘宝』シリーズ（洋泉社）
- 『映画秘宝EX映画の必修科目』シリーズ（洋泉社）
- 『特撮秘宝』シリーズ（洋泉社）
- 『観ずに死ねるか！』シリーズ（鉄人社）
- 『フィルムメーカーズ』シリーズ（宮帯出版社）ほか
- 『岩井俊二 「Love Letter」から「ラストレター」、そして「チィファの手紙」へ』（河出書房新社、2020年）
- 『デヴィッド・ボウイ:美しきアクター』（リットーミュージック、2022年）

### 編集協力
- 『市川崑「悪魔の手毬唄」完全資料集成』（洋泉社、2017年）ISBN 978-4800312990
- 『市川崑「犬神家の一族」完全資料集成』（KADOKAWA、2022年）

### 番組構成
- 是枝裕和×想田和弘　ドキュメンタリーを考える（日本映画専門チャンネル、2018年）[6]